# Chyliza rufivertex
Chyliza rufivertex är en tvåvingeart som beskrevs av de Meijere 1914. Chyliza rufivertex ingår i släktet Chyliza och familjen rotflugor. Inga underarter finns listade i Catalogue of Life.